# HTATIP
La histona acetiltransferasa KAT5 (HTATIP) es una enzima codificada en humanos por el gen kat5.
La proteína HTATIP pertenece a la familia MYST de histona acetiltransferasas (HATs) y fue originalmente aislada como una proteína de interacción con TAT de VIH-1. Las HATs juegan un importante papel en la regulación de la remodelación de la cromatina, de la transcripción y de otros procesos nucleares por acetilación de proteínas histonas y no histonas. Esta proteína es una histona actiltransferasa que actúa en la reparación del ADN y en procesos de apoptosis, y se piensa que juega un importante papel en la transducción de señales. Se han descrito numerosas variantes transcripcionales del gen que codifica esta enzima.

## Interacciones
La proteína HTATIP ha demostrado ser capaz de interaccionar con:
- HDAC7A[3]
- FANCD2[4]
- CREB1[5]
- ETV6[6]
- Mdm2[7]
- Myc[8]
- BCL3[9]
- Receptor androgénico[10]
- Receptor de endotelina tipo A[11]
- PLA2G4A[12]